# Персі Вайлд
Персі Вайлд (англ. Percy Wyld, 7 червня 1907 — 1972) — британський велогонщик.
Бронзовий призер Олімпійських Ігор 1928 року в командній гонці переслідування.